# 布鲁塞尔大清真寺

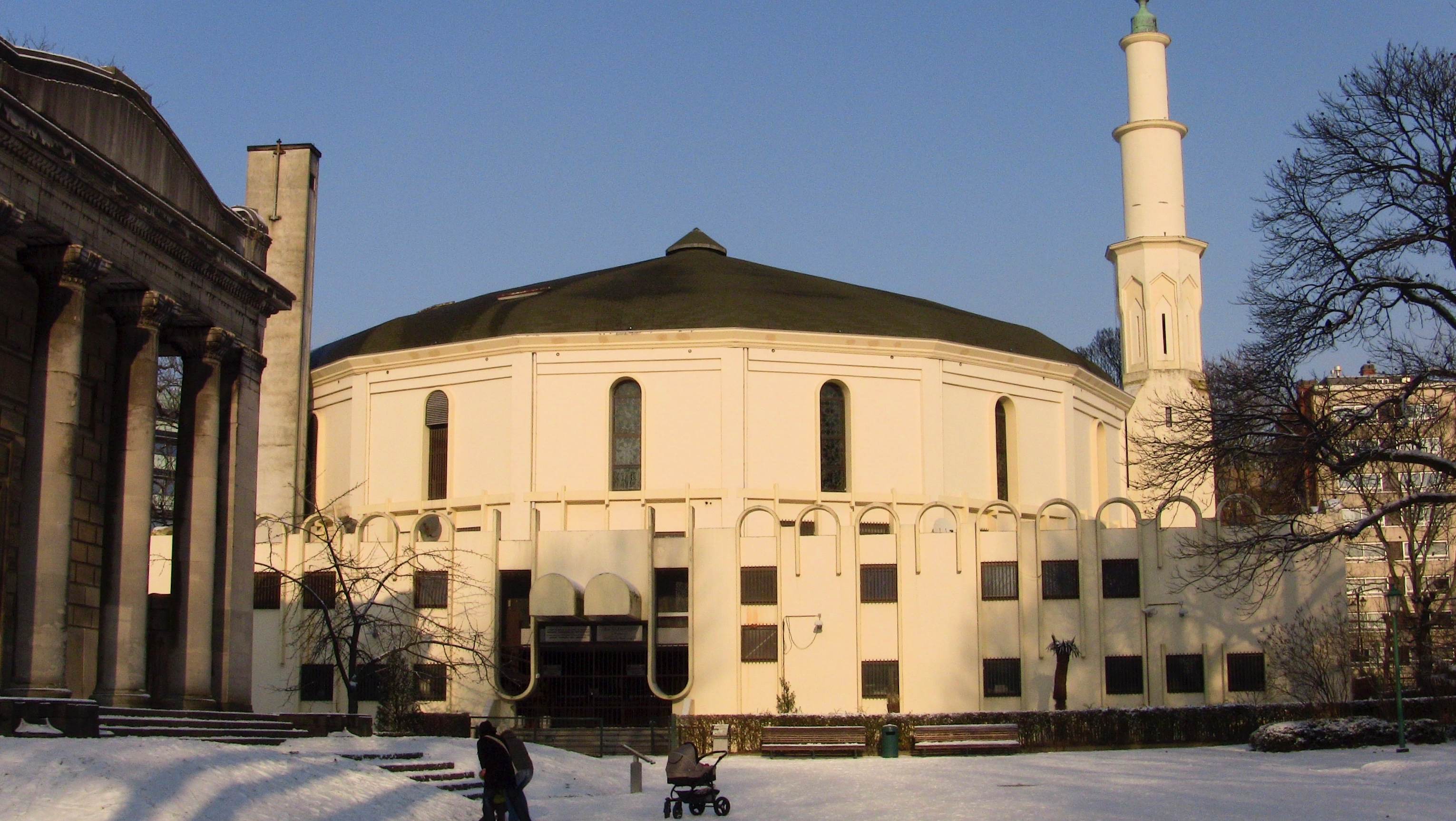
冬日的布鲁塞尔大清真寺

布鲁塞尔大清真寺（法語：Grande mosquée de Bruxelles）是比利时首都布鲁塞尔最古老的清真寺，坐落于五十周年纪念公园的西北角。它也是比利时伊斯兰与文化中心（英語：Islamic and Cultural Centre of Belgium）的所在地。
最初的建筑是由建筑师Ernest Van Humbeek设计的阿拉伯风格建筑，是1880年在布鲁塞尔举办的国家展览会的东方馆。当时该馆藏有获得巨大成功的纪念壁画《开罗全景》（Panorama of Cairo）。但是，20世纪该建筑因缺乏维护而日渐颓败。
1967年，比利时国王博杜安将该建筑作为礼物献给当时正在对比利时进行正式访问的沙特阿拉伯国王费萨尔，建议将其作为比利时当时日益壮大的穆斯林群体的礼拜场所。该清真寺由沙特阿拉伯投资翻建，突尼斯建筑师Boubaker设计，于1978年举行落成典礼，沙特阿拉伯国王哈立德与比利时国王博杜安参加了典礼。
如今，该清真寺设有一座学校及一座以传播穆斯林信仰为宗旨的伊斯兰研究中心。该中心也为成人及儿童提供阿拉伯语课程，及伊斯兰教介绍课程。